# Front Stalingradzki
Front Stalingradzki (ros. Сталинградский фронт) – jedno z wielkich operacyjno-strategicznych ugrupowań wojsk Armii Czerwonej o kompetencjach administracyjnych i operacyjnych na zachodnim terytorium ZSRR, działający podczas wojny z Niemcami w czasie II wojny światowej.

## Formowanie, przekształcenia i walki
Utworzony 12 lipca 1942 z wycofanych z rejonu Stalingradu wojsk Frontu Południowo-Zachodniego.  Rozwinął się na linii: Pawłowsk, Wierchni Mamon, Wiereszenka, Serafimowicz, Klecka, Sirotinka, Jeżowka, przeciwko części sił niemieckiej Grupy Armii "B". Brał udział w bitwie stalingradzkiej. 9 sierpnia został podporządkowany dowódcy Frontu Południowo-Wschodniego. 28 września 1942 Front Stalingradzki przemianowano na Front Doński, a jego nazwę przejął Front Południowo-Wschodni, który do 18 listopada prowadził walki obronne, a 19 – 30 listopada wspólnie z Frontem Dońskim i Frontu Południowo-Zachodniego dokonał okrążenia 6 Armii niemieckiej pod Stalingradem.
1 stycznia 1943 przemianowany na Front Południowy.

## Struktura organizacyjna
| Skład                       | Skład                        |
| --------------------------- | ---------------------------- |
| Skład początkowy            | W końcu lipca w skład weszły |
| 21 Armia                    |                              |
| 62 Armia                    |                              |
| 63 Armia                    |                              |
| 64 Armia                    |                              |
| 8 Armia Lotnicza.           |                              |
|                             | 38 Armia                     |
| 57 Armia                    |                              |
| odtworzona 28 Armia         |                              |
| Wołżańska Flotylla Wojskowa |                              |

## Dowództwo frontu
Dowódcy frontu:
- marszałek Siemion Timoszenko od 2 lipca 1942
- gen. por. Wasilij Gordow od 23 lipca do 13 sierpnia
- płk/ gen. Andriej Jeriomienko od 13 sierpnia do 30 września 1942.